# Klemens IV
Klemens IV (łac. Clemens IV, właśc. Guy Foulques; ur. 23 listopada przed 1200 w Saint-Gilles, zm. 29 listopada 1268 w Viterbo) – papież w okresie od 5 lutego 1265 do 29 listopada 1268.

## Życiorys
Z pochodzenia był Francuzem, synem sędziego. Studiował prawo w Paryżu; był żonaty i miał dwie córki. Po śmierci żony, przyjął święcenia kapłańskie. Początkowo był doradcą Ludwika IX, w 1259 r. został arcybiskupem Narbonne, a w grudniu 1261 kardynałem-biskupem Sabiny. Był pierwszym kardynałem nominowanym przez papieża Urbana IV, a 5 lutego 1265 został wybrany na papieża.
Klemens IV był znany ze skromnego trybu życia, podobno przez długi czas pościł. Poprosił Karola Andegaweńskiego, by ten pomógł mu w walce z Hohenstaufami, zwłaszcza z Manfredem. 28 czerwca 1265 roku pięciu kardynałów, z upoważnienia Klemensa, koronowało Karola I, na króla Sycylii. Podjęta wkrótce krucjata, przeciw Manfredowi, zakończyła się bitwą pod Benewentem (26 lutego 1266), kiedy to wojska niemieckie zostały rozgromione, a sam Manfred zginął. Wkrótce potem, ostatni z dynastii Hohenstaufów, Konradyn, zagroził Rzymowi, więc papież obłożył go ekskomuniką i pozbawił tronu jerozolimskiego. Niebawem, Karol I pokonał Konradyna w bitwie pod Tagliacozzo (23 lipca 1268), a niemieckiego władcę nakazał ściąć.
26 marca 1267 roku kanonizował Jadwigę Śląską, żonę Henryka Brodatego. Wydał bullę Licet ecclesiarum, która zastrzegała papieżowi prawo do wszystkich wakujących w kurii beneficjów. Korespondował także z Michałem VIII Paleologiem, jednak nie doszło do takiego ocieplenia relacji między Kościołami, jak za czasów Urbana IV.

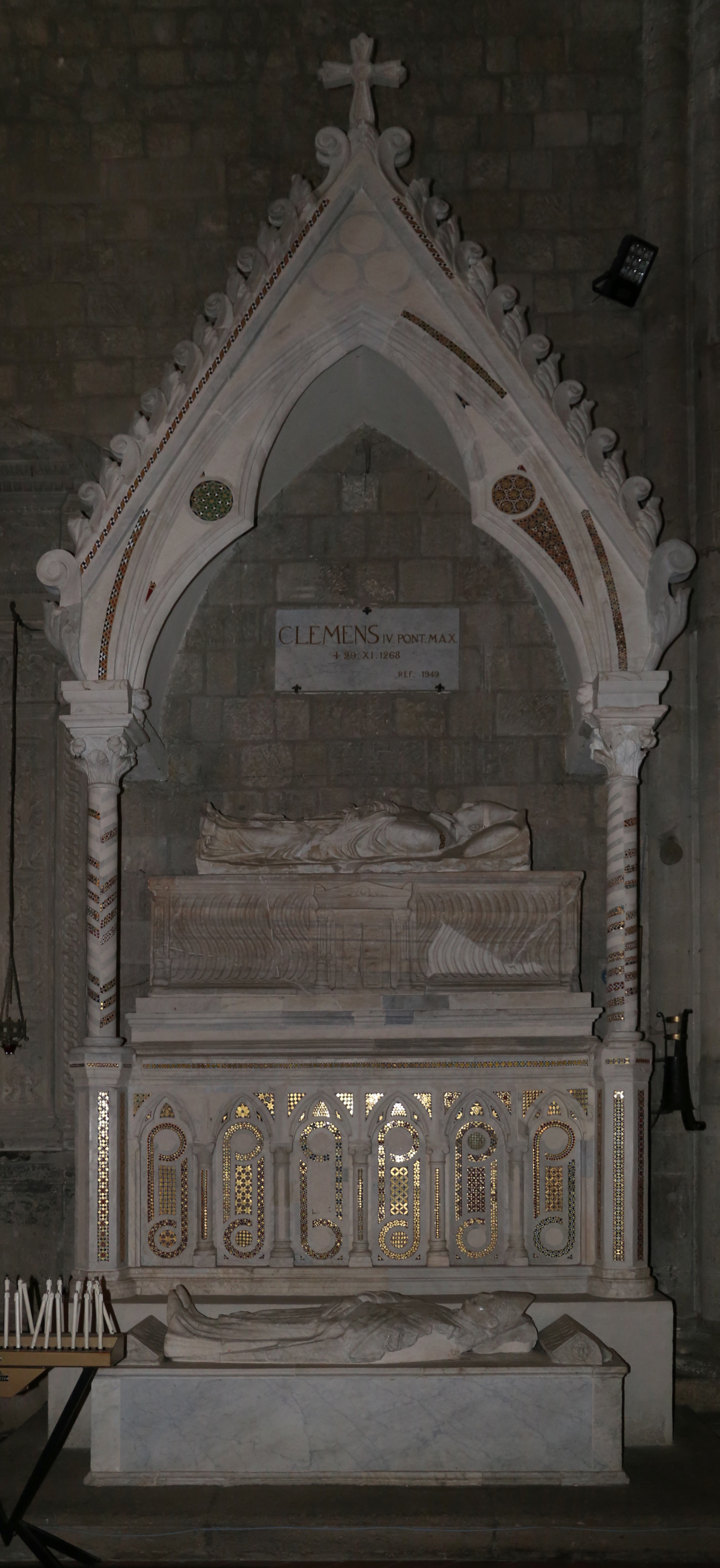
Grób Klemensa IV

Klemens IV zmarł 29 listopada 1268 w Viterbo. Po jego śmierci nastąpiła trzyletnia sediswakancja.